# 變易生死
變易生死（梵語：acintya-pāriṇāmikī-cyuti），佛教術語，指大乘佛菩提的初地菩薩以上、或解脫道的二乘修行人已證解脫極果阿羅漢果者而回入大乘者，皆有能力入有餘涅槃，而其解脫證境已不受三界之輪迴，故屬不受分段生死。雖然不會有在三界中受生的種子，但由於仍有種子的變異，故說仍有變易生死。而變易生死要至佛地才能斷除。